# سیم‌گیر

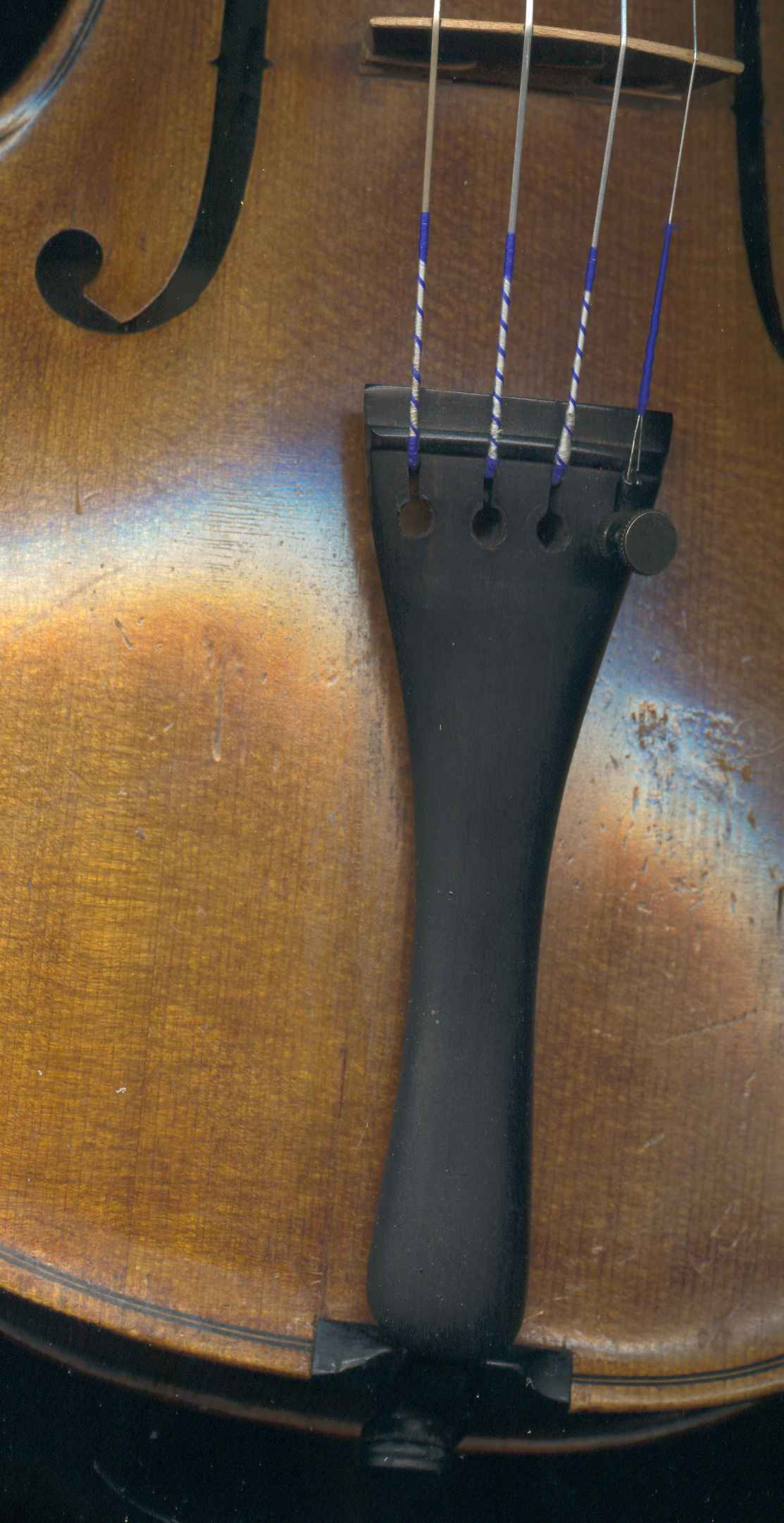
سیم‌گیر این ویولن یک مهره برای کوک کردن دقیق سیم می دارد

سیم‌گیر نام قطعه‌ایست در سازهای موسیقی که در انتهای بدنهٔ سازهای زهی چون ویولن و سه‌تار قرار گرفته و وظیفهٔ آن، نگه‌داری سیم‌هاست. جنس سیم‌گیر معمولاً از چوب است.